# Bangolf

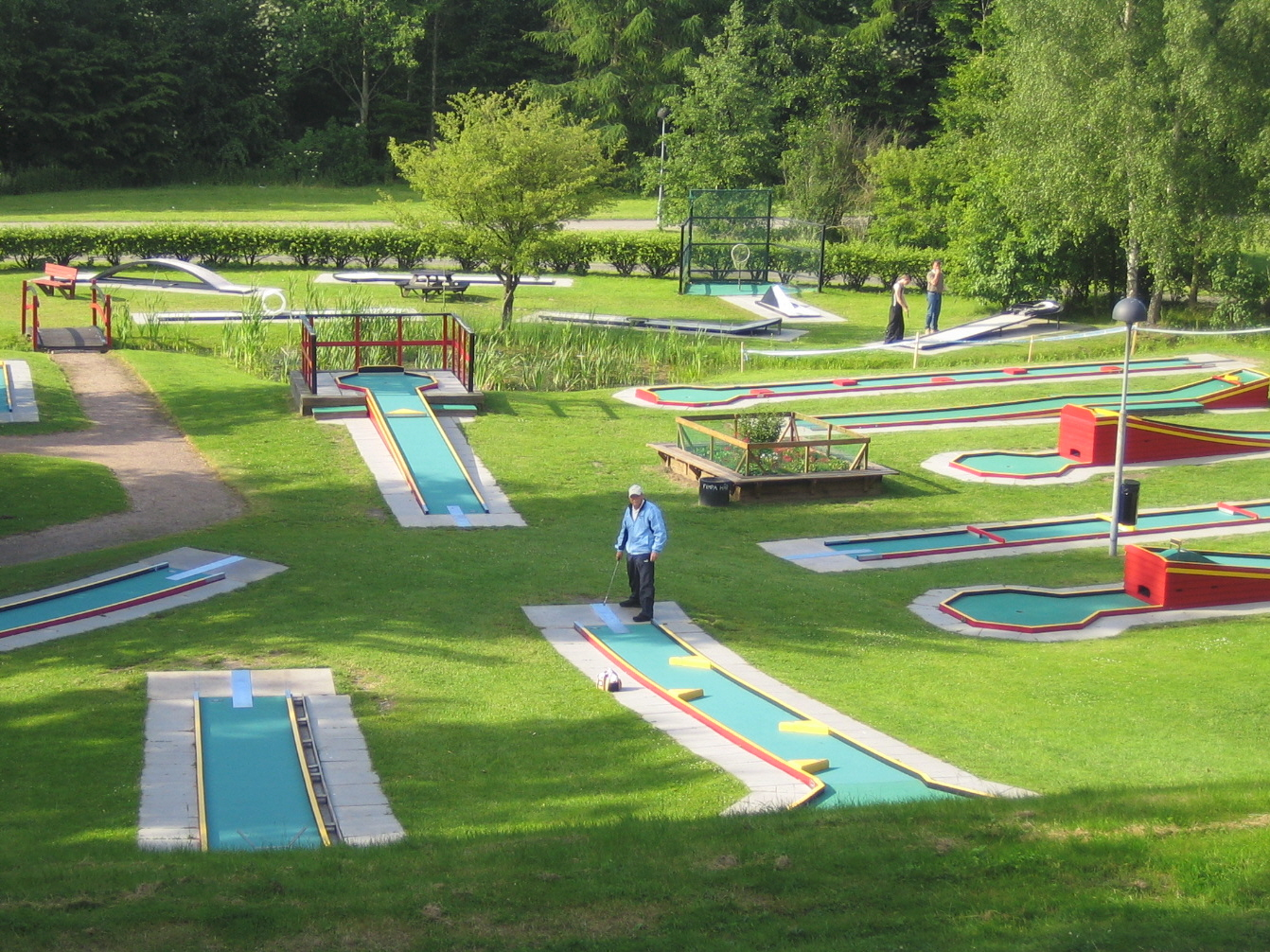
Minigolfbanan i Bulltoftaparken.

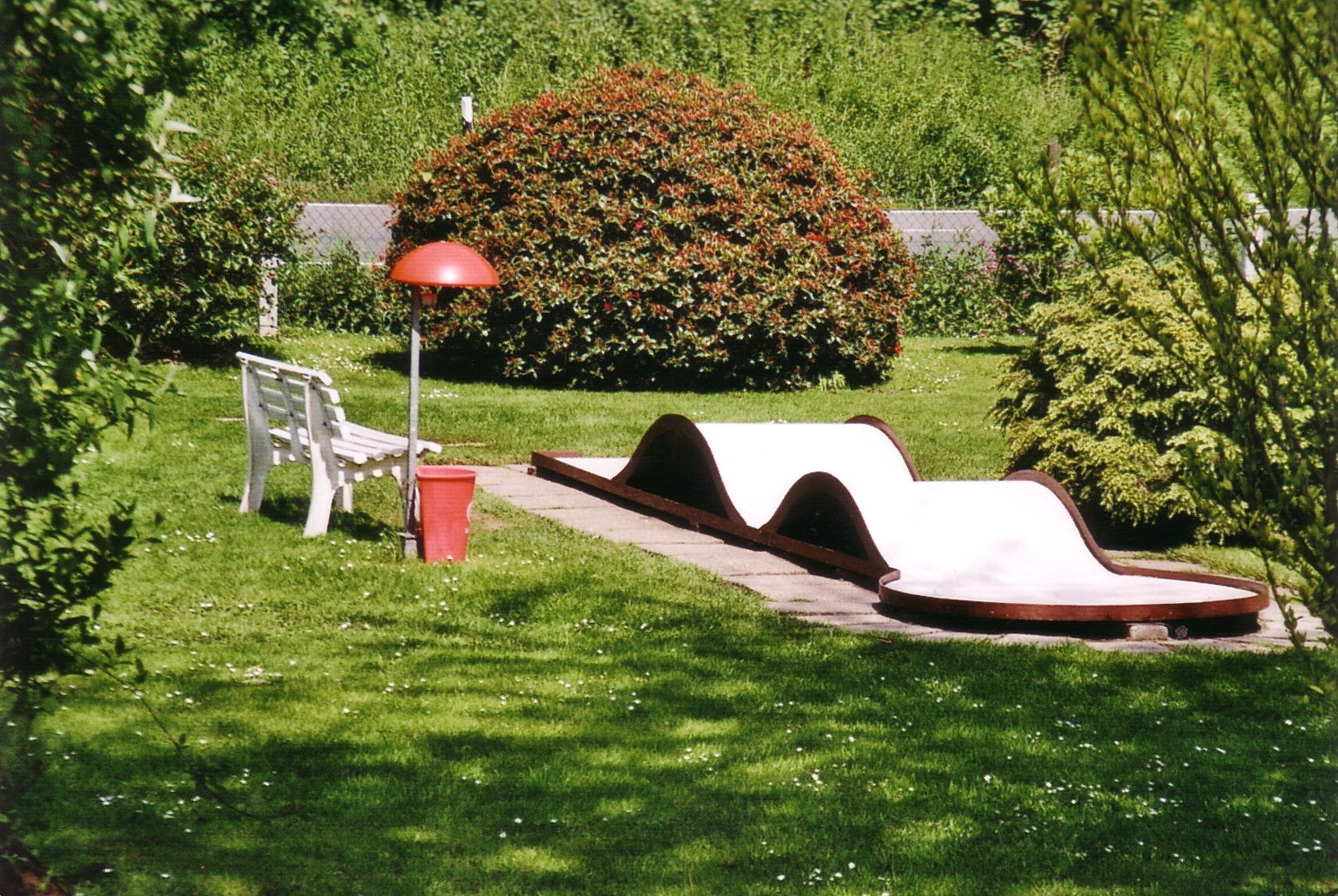
Bangolfbana i Herdecke.

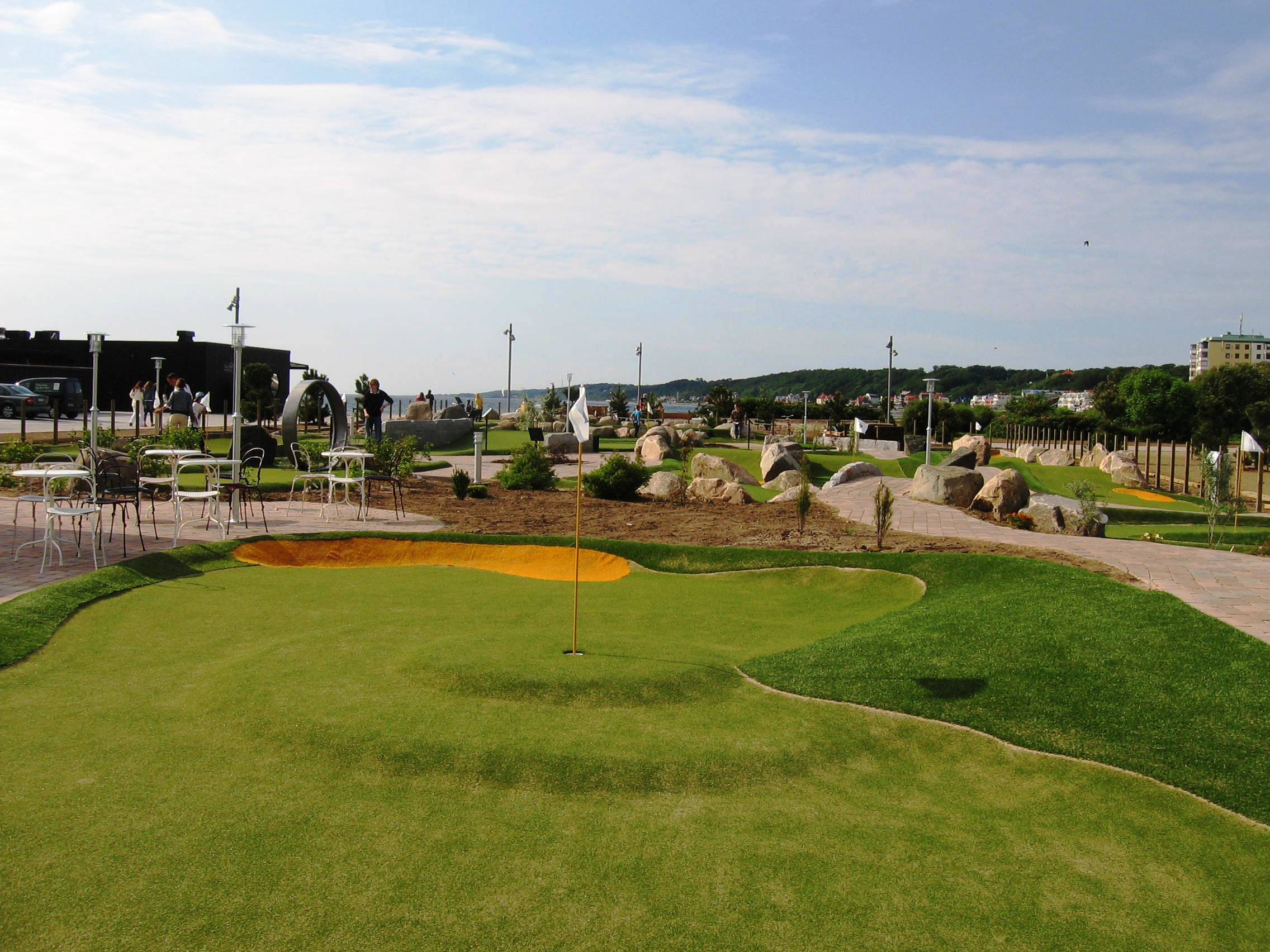
En äventyrsgolfbana i Helsingborg.

Bangolf, även kallat minigolf eller miniatyrgolf, är en variant av golf som spelas med en putter på små banor, så kallade hål. Benämningen minigolf är vanligast bland allmänheten och benämningen bangolf används främst i tävlingssammanhang. En bangolfrunda består normalt sett av 18 hål, men det förekommer även 12 och 9 hål. Hålen ska vara 6–18 meter långa och har ofta olika typer av hinder samt en "kopp" eller målområde i slutet där bollen ska hamna. Runt varje hål finns oftast en sarg som minskar risken att bollen hamnar utanför banområdet.
En variant är äventyrsgolf där banorna efterliknar riktiga golfbanor i miniatyr med exempelvis kuperad terräng, bunkrar och vattengravar. Dessutom brukar dessa banor innehålla olika valfria vägval med olika svårighetsgrad.

## Banor
Det finns fyra olika underlag som är godkända av WMF (World Minigolf Sport Federation).
1. Europabanor (EB). Är vanligtvis byggda  i asbestcement  men finns andra ytunderlag också och dessa anläggningar har ett standardiserat utseende med ett urval av de bantyper som är godkända. De som kännetecknar EB är att banorna alltid är sex meter långa och att vid tävlingsspel är allt utom 1 slag en miss. Utmärkande är även att vid spel på EB används ofta ett stort antal specialminigolfbollar.
2. Betongbanor. Underlaget består av betong och i jämförelse med EB-banor är dessa betydligt längre. Betonganläggningar är helt standardiserade och banordningen ser alltid likadan ut.
3. Filtbanor. Bantypen som länge varit vanligast i Sverige och där underlaget består av en grön filtmatta och olika hinderkombinationer. Vid mästerskap används en speciell filtkvalitet med standardiserad svikt, ytstruktur och tjocklek.
4. Minigolf Open Standard (MOS-banor). Ofta kallas denna typ av anläggningar för äventyrsgolf. Skillnaden mot de tre övriga underlagen är att här finns betydligt större variation och betydligt större frihet att utforma anläggningen. Oftast är underlaget av konstgräs och banorna kan se väldigt olika ut i form av både hinder, avgränsningar och längd. Här spelar man även ofta med en typ av golfboll.

## Historia
Bangolf uppstod i USA på 1920-talet och några år senare kom det till Sverige. Sveriges äldsta minigolfbana finns i Vejbystrand. Namnet bangolf förekommer i svensk media från 1983.
Bangolfen i Europa fick spridning i Storbritannien och Tyskland under 1920-talet. I Hamburg anlades en bana 1926 under namnet Miniatur-Golf-Platz och banor efter engelsk modell (Pitch-Putt-Courses) följde i Köln och Leipzig. Till Sverige kom bangolfen genom Edwin O. Norrman och Eskil Norman som tog med sig idén från USA och anlade en första bana 1931 i Eskilstuna. Den äldsta klubben i Sverige är Uppsala Bangolfklubb, som grundades 1934. Bolaget Norman & Norrman Miniatyrgolf anlade flera banor runt om i Sverige.
Den första  18-hålsbanan anlades i Ascona vid Lago Maggiore och hade planerats av den schweiziska trädgårdsarkitekten Paul Bongni. Han patenterade sin konstruktion och gav den namnet minigolf. Detta gav förutsättningarna för standardiseringen av minigolf.

## Regler

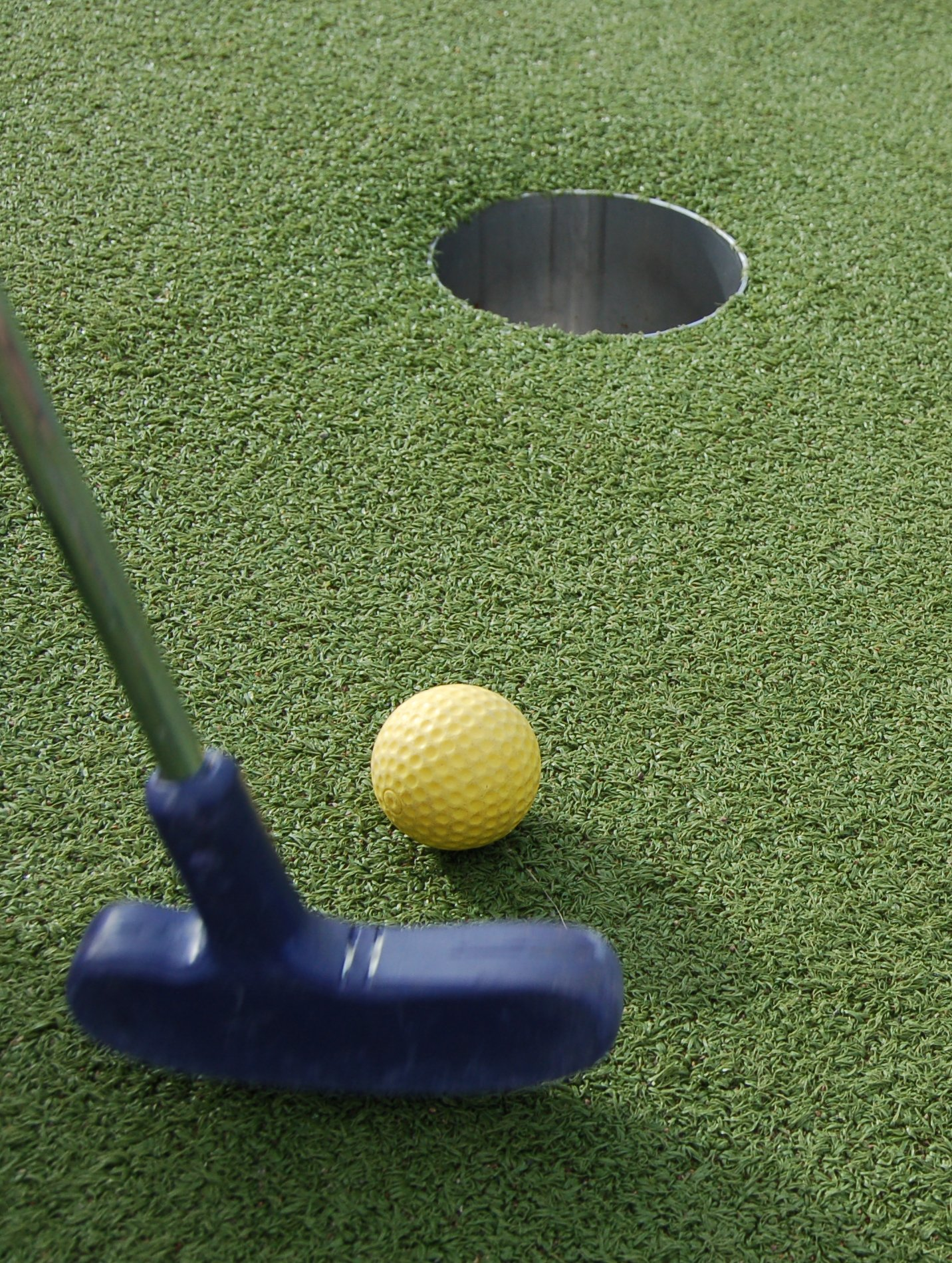
Golfklubba, boll och kopp.

Målet på varje hål är att med hjälp av klubban sänka bollen i koppen på så få slag som möjligt. Det högsta antal slag som utdelas per hål är sju, så den som missar sitt sjätte slag tilldelas automatiskt sju slag. Antal slag brukar antecknas och summeras i ett protokoll. Som slutresultat räknas totalsumman av slagen för respektive spelare. Den som klarat rundan på minst antal slag vinner.
Varje hål inleds vid utslagsplatsen. Där brukar finnas flera små fördjupningar som bollen kan placeras i inför utslaget. Spelaren kan fritt välja mellan dessa efter individuellt tycke.
På vissa hål finns en markerad linje på sargerna, oftast i närheten av utslagsplatsen. Linjen kan vara markerad med exempelvis färgade tejpbitar. När någon gjort ett utslag och bollen inte lyckats passera markeringarna måste personen räkna slaget och börja om från utslagsplatsen tills bollen passerat markeringarna eller högsta antalet slag uppnåtts.
Om bollen hamnar utanför banan läggs den in där den slogs ut. Inga extraslag tillkommer. När bollen hamnar nära sargen eller ett hinder får spelaren flytta ut den 20 centimeter.
Det är tillåtet att byta klubba men inte boll mellan slagen på en bana. Undantag kan godkännas om bollen går sönder eller försvinner.
Vid tävling finns domare, men vid amatörspel brukar övriga spelare agera domare.
Att sänka bollen i koppen på ett enda slag kallas för en spik.

## Tävling
I vissa länder tävlas i allt från seriespel till världsmästerskap i bangolf.

### Svenska världsmästare

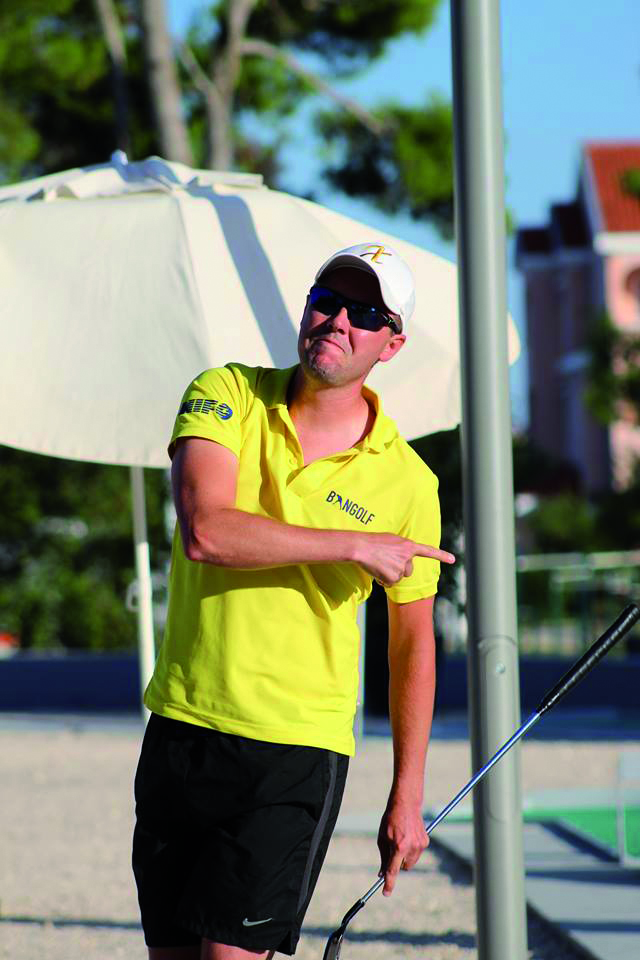
Fredrik Persson, världsmästare i bangolf 2017

Svenska världsmästare är Alf Pettersson (2001), Karin Wiklund (2001) Carl-Johan Ryner (2003), Jonas Gustafsson och Sandra Weaver (2009),  Filiph Svensson (2011) samt Fredrik Persson och Alexander Dahlstedt (2017), Gunnar Bengtsson (2019) och Annelie Lundell (2019).

## Medlemmar iWMSF
- Albanien
- Armenien
- Australien
- Belgien
- Bulgarien
- Brasilien
- Cypern
- Danmark
- Estland
- Finland
- Frankrike
- Förenade arabemiraten
- Georgien
- Ghana
- Indien
- Iran
- Irland
- Israel
- Italien
- Japan
- Kamerun
- Kanada
- Kenya
- Kina
- Kinesiska Taipei
- Kosovo
- Kroatien
- Lettland
- Luxemburg
- Malaysia
- Moldavien
- Mexiko
- Mongoliet
- Nederländerna
- Nepal
- Nigeria
- Norge
- Nya Zeeland
- Polen
- Portugal
- Rumänien
- Ryssland
- Schweiz
- Serbien
- Singapore
- Slovenien
- Slovakien
- Spanien
- Storbritannien
- Sverige
- Sydkorea
- Thailand
- Tjeckien
- Togo
- Tunisien
- Turkiet
- Tyskland
- Ukraina
- Ungern
- USA
- Vietnam
- Vitryssland
- Österrike